# Gerolf Coudenhove-Kalergi
Gerolf Josef Benedikt Coudenhove-Kalergi (* 18. Dezember 1896 auf Schloss Ronsperg (Poběžovice), Bezirk Bischofteinitz, Böhmen; † 30. Dezember 1978 in Chelsea (London)) war ein böhmisch-österreichischer Jurist und Japanologe.

## Leben
Gerolf Coudenhove-Kalergi war der Sohn des österreichischen Diplomaten Heinrich von Coudenhove-Kalergi, ehemaliger k. u. k. Geschäftsträger in Japan, und seiner japanischen Frau Mitsuko Aoyama (1874–1941). Er wuchs auf Schloss Ronsperg in Westböhmen auf, das sein Bruder Johann vom Großvater Franz Karl Coudenhove geerbt hatte. Gerolf Graf Coudenhove-Kalergi absolvierte ein Studium an der Universität Wien und der Karls-Universität Prag mit Promotion zum Doktor der Rechtswissenschaften.
Nach dem Ende des Ersten Weltkriegs 1919 verlor seine Familie durch eine Bodenreform (Enteignung des Grundbesitzes über einer festgelegten Obergrenze) der Regierung der ersten Republik der Tschechoslowakei das Gut Muttersdorf (Mutěnín) bei Bischofteinitz (Horšovský Týn) in Westböhmen. In diesem Zusammenhang änderte sich 1919 auch das Namensrecht; in der Tschechoslowakei, einem Nachfolgestaat der Monarchie Österreich-Ungarn, wurde das amtliche Führen von Adelsbezeichnungen untersagt. Sein Name Graf Coudenhove-Kalergi von Ronspergheim, entstanden nach der Eheschließung seines Großvaters Franz Karl Graf Coudenhove mit Maria Kalergi, Tochter des Ehepaares Johann Kalergi († 1863) und Maria Kalergi, geborene Gräfin von Nesselrode (* 1822 in Warschau; † 1874 ebenda), erweitert im Jahr 1918 durch das Prädikat von Ronspergheim, verkürzte sich zu Coudenhove-Kalergi.
Coudenhove-Kalergi war bis zum Jahre 1941 Privatsekretär und Pressechef der japanischen Botschaft in Prag, wurde Lektor für japanische Sprache und Geschichte an der Karls-Universität Prag und Vizepräsident des Orientalischen Institutes. In den Jahren 1944 und 1945 war er Vertreter der Exportindustrie in Prag.
Nach dem Ende des Zweiten Weltkriegs 1945 verlor die Familie Coudenhove-Kalergi – in der kollektiven Enteignung der deutsch-böhmischen Bevölkerung durch die sog. Beneš-Dekrete der Regierung der zweiten Republik der Tschechoslowakei – den 1864 gekauften Großgrundbesitz Ronsperg (Poběžovice) in Westböhmen ebenfalls entschädigungslos. Gerolf Coudenhove-Kalergi musste – wie Millionen andere Deutsche – das Land verlassen und landete in Graz in der Steiermark und wurde Sekretär des „Siedlungswerkes Heimat Österreich“, einer Bau- und Siedlungsgesellschaft mbH in Graz.

## Herkunft
Er stammte aus dem Familienast des alten Adelsgeschlecht Coudenhove in Nordbrabant, welches 1790 den Reichsgrafenstand erreichte, 1816 in Ungarn immatrikuliert und 1842 durch Inkolat in Böhmen im Herrenstand ansässig war.

## Familie
Gerolf Coudenhove-Kalergi und seine Ehefrau Sophie Pálffy hatten vier Kinder:
- Hans Heinrich (* 1926; † 2004)
- Karl Jakob (* 1928; † 2017)
- Barbara Coudenhove-Kalergi (* 1932 in Prag), Journalistin und Herausgeberin
- Michael Coudenhove-Kalergi (* 10. April 1937 in Prag; † 26. Dezember 2018 in Chigasaki), akademischer Maler mit Studium in Graz und Wien.[1]

Aus der Ehe des Vaters Heinrich Graf Coudenhove-Kalergi († 1906) mit Mitsuko Aoyama hatte Gerolf Coudenhove-Kalergi sechs Geschwister, darunter seine beiden in Tokio geborenen Brüder Johann Graf Coudenhove-Kalergi (* 1893; † 1965 in Regensburg) und Richard Nikolaus Coudenhove-Kalergi (* 1894; † 1972), Schriftsteller, Politiker und Gründer der Paneuropa-Union. Auf Schloss Ronsperg (Poběžovice) in Westböhmen wurde Gerolf 1896 geboren, nachdem seine Eltern 1895 aus Japan angekommen waren. Ihm folgten seine Schwestern Elisabeth Maria Anna (Elsa, * 1898; † 1936),  Olga Marietta Henriette Maria (Olga, * 1900; † 1976) und Elisabeth Friederike Maria Anna (* 1901; † 1971), verehelichte Ida Friederike Görres sowie sein Bruder Karl Heinrich Coudenhove-Kalergi (Ery, * 1903; † 1987 in Wien).
Gerolfs älterer Bruder Johann Graf Coudenhove-Kalergi war Autor des Menschenfresser-Romans „Ich fraß die weiße Chinesin“, 1967 unter dem Pseudonym Duca di Centigloria posthum veröffentlicht.

## Vorfahren und Kinder von Gerolf Coudenhove-Kalergi
| Georg Louis Baron de Coudenhove * 1734, † 13. Juli 1786 in Aschaffenburg, Kurmainz; Burgmann, Geheimrat                                                                    | Georg Louis Baron de Coudenhove * 1734, † 13. Juli 1786 in Aschaffenburg, Kurmainz; Burgmann, Geheimrat                                                                    | Georg Louis Baron de Coudenhove * 1734, † 13. Juli 1786 in Aschaffenburg, Kurmainz; Burgmann, Geheimrat                                                                    | Georg Louis Baron de Coudenhove * 1734, † 13. Juli 1786 in Aschaffenburg, Kurmainz; Burgmann, Geheimrat                                                                    | Georg Louis Baron de Coudenhove * 1734, † 13. Juli 1786 in Aschaffenburg, Kurmainz; Burgmann, Geheimrat                                                                    | Georg Louis Baron de Coudenhove * 1734, † 13. Juli 1786 in Aschaffenburg, Kurmainz; Burgmann, Geheimrat                                                                    | | |  |  | ⚭ 9. Juni 1772 in Lüttich mit Sophia Gräfin von Hatzfeldt * 21. Januar 1747 auf Schloss Schönstein, Kurköln, † 21. Mai 1825 in Paris, Frankreich                                                                                | ⚭ 9. Juni 1772 in Lüttich mit Sophia Gräfin von Hatzfeldt * 21. Januar 1747 auf Schloss Schönstein, Kurköln, † 21. Mai 1825 in Paris, Frankreich                                                                                | ⚭ 9. Juni 1772 in Lüttich mit Sophia Gräfin von Hatzfeldt * 21. Januar 1747 auf Schloss Schönstein, Kurköln, † 21. Mai 1825 in Paris, Frankreich                                                                                | ⚭ 9. Juni 1772 in Lüttich mit Sophia Gräfin von Hatzfeldt * 21. Januar 1747 auf Schloss Schönstein, Kurköln, † 21. Mai 1825 in Paris, Frankreich                                                                                | ⚭ 9. Juni 1772 in Lüttich mit Sophia Gräfin von Hatzfeldt * 21. Januar 1747 auf Schloss Schönstein, Kurköln, † 21. Mai 1825 in Paris, Frankreich                                                                                | ⚭ 9. Juni 1772 in Lüttich mit Sophia Gräfin von Hatzfeldt * 21. Januar 1747 auf Schloss Schönstein, Kurköln, † 21. Mai 1825 in Paris, Frankreich                                                                                |
| Georg Louis Baron de Coudenhove * 1734, † 13. Juli 1786 in Aschaffenburg, Kurmainz; Burgmann, Geheimrat                                                                    | Georg Louis Baron de Coudenhove * 1734, † 13. Juli 1786 in Aschaffenburg, Kurmainz; Burgmann, Geheimrat                                                                    | Georg Louis Baron de Coudenhove * 1734, † 13. Juli 1786 in Aschaffenburg, Kurmainz; Burgmann, Geheimrat                                                                    | Georg Louis Baron de Coudenhove * 1734, † 13. Juli 1786 in Aschaffenburg, Kurmainz; Burgmann, Geheimrat                                                                    | Georg Louis Baron de Coudenhove * 1734, † 13. Juli 1786 in Aschaffenburg, Kurmainz; Burgmann, Geheimrat                                                                    | Georg Louis Baron de Coudenhove * 1734, † 13. Juli 1786 in Aschaffenburg, Kurmainz; Burgmann, Geheimrat                                                                    | | |  |  | ⚭ 9. Juni 1772 in Lüttich mit Sophia Gräfin von Hatzfeldt * 21. Januar 1747 auf Schloss Schönstein, Kurköln, † 21. Mai 1825 in Paris, Frankreich                                                                                | ⚭ 9. Juni 1772 in Lüttich mit Sophia Gräfin von Hatzfeldt * 21. Januar 1747 auf Schloss Schönstein, Kurköln, † 21. Mai 1825 in Paris, Frankreich                                                                                | ⚭ 9. Juni 1772 in Lüttich mit Sophia Gräfin von Hatzfeldt * 21. Januar 1747 auf Schloss Schönstein, Kurköln, † 21. Mai 1825 in Paris, Frankreich                                                                                | ⚭ 9. Juni 1772 in Lüttich mit Sophia Gräfin von Hatzfeldt * 21. Januar 1747 auf Schloss Schönstein, Kurköln, † 21. Mai 1825 in Paris, Frankreich                                                                                | ⚭ 9. Juni 1772 in Lüttich mit Sophia Gräfin von Hatzfeldt * 21. Januar 1747 auf Schloss Schönstein, Kurköln, † 21. Mai 1825 in Paris, Frankreich                                                                                | ⚭ 9. Juni 1772 in Lüttich mit Sophia Gräfin von Hatzfeldt * 21. Januar 1747 auf Schloss Schönstein, Kurköln, † 21. Mai 1825 in Paris, Frankreich                                                                                |
| | | | | | | | |  |  | | | | | | |
| Franz Ludwig Graf von Coudenhove * 24. Januar 1783 in Bingen am Rhein, Kurmainz, † 4. Dezember 1851 in Wien, Österreich                                                    | Franz Ludwig Graf von Coudenhove * 24. Januar 1783 in Bingen am Rhein, Kurmainz, † 4. Dezember 1851 in Wien, Österreich                                                    | Franz Ludwig Graf von Coudenhove * 24. Januar 1783 in Bingen am Rhein, Kurmainz, † 4. Dezember 1851 in Wien, Österreich                                                    | Franz Ludwig Graf von Coudenhove * 24. Januar 1783 in Bingen am Rhein, Kurmainz, † 4. Dezember 1851 in Wien, Österreich                                                    | Franz Ludwig Graf von Coudenhove * 24. Januar 1783 in Bingen am Rhein, Kurmainz, † 4. Dezember 1851 in Wien, Österreich                                                    | Franz Ludwig Graf von Coudenhove * 24. Januar 1783 in Bingen am Rhein, Kurmainz, † 4. Dezember 1851 in Wien, Österreich                                                    | | |  |  | ⚭ 12. August 1807 in Steinheim am Main, Großherzogtum Hessen mit Catharina Jakobine Auguste Freiin von Löwenstern auf Löwenhof * 24. Januar 1788 in Dorpat, Gouvernement Livland, Russisches Reich, † 24. November 1860 in Wien | ⚭ 12. August 1807 in Steinheim am Main, Großherzogtum Hessen mit Catharina Jakobine Auguste Freiin von Löwenstern auf Löwenhof * 24. Januar 1788 in Dorpat, Gouvernement Livland, Russisches Reich, † 24. November 1860 in Wien | ⚭ 12. August 1807 in Steinheim am Main, Großherzogtum Hessen mit Catharina Jakobine Auguste Freiin von Löwenstern auf Löwenhof * 24. Januar 1788 in Dorpat, Gouvernement Livland, Russisches Reich, † 24. November 1860 in Wien | ⚭ 12. August 1807 in Steinheim am Main, Großherzogtum Hessen mit Catharina Jakobine Auguste Freiin von Löwenstern auf Löwenhof * 24. Januar 1788 in Dorpat, Gouvernement Livland, Russisches Reich, † 24. November 1860 in Wien | ⚭ 12. August 1807 in Steinheim am Main, Großherzogtum Hessen mit Catharina Jakobine Auguste Freiin von Löwenstern auf Löwenhof * 24. Januar 1788 in Dorpat, Gouvernement Livland, Russisches Reich, † 24. November 1860 in Wien | ⚭ 12. August 1807 in Steinheim am Main, Großherzogtum Hessen mit Catharina Jakobine Auguste Freiin von Löwenstern auf Löwenhof * 24. Januar 1788 in Dorpat, Gouvernement Livland, Russisches Reich, † 24. November 1860 in Wien |
| Franz Ludwig Graf von Coudenhove * 24. Januar 1783 in Bingen am Rhein, Kurmainz, † 4. Dezember 1851 in Wien, Österreich                                                    | Franz Ludwig Graf von Coudenhove * 24. Januar 1783 in Bingen am Rhein, Kurmainz, † 4. Dezember 1851 in Wien, Österreich                                                    | Franz Ludwig Graf von Coudenhove * 24. Januar 1783 in Bingen am Rhein, Kurmainz, † 4. Dezember 1851 in Wien, Österreich                                                    | Franz Ludwig Graf von Coudenhove * 24. Januar 1783 in Bingen am Rhein, Kurmainz, † 4. Dezember 1851 in Wien, Österreich                                                    | Franz Ludwig Graf von Coudenhove * 24. Januar 1783 in Bingen am Rhein, Kurmainz, † 4. Dezember 1851 in Wien, Österreich                                                    | Franz Ludwig Graf von Coudenhove * 24. Januar 1783 in Bingen am Rhein, Kurmainz, † 4. Dezember 1851 in Wien, Österreich                                                    | | |  |  | ⚭ 12. August 1807 in Steinheim am Main, Großherzogtum Hessen mit Catharina Jakobine Auguste Freiin von Löwenstern auf Löwenhof * 24. Januar 1788 in Dorpat, Gouvernement Livland, Russisches Reich, † 24. November 1860 in Wien | ⚭ 12. August 1807 in Steinheim am Main, Großherzogtum Hessen mit Catharina Jakobine Auguste Freiin von Löwenstern auf Löwenhof * 24. Januar 1788 in Dorpat, Gouvernement Livland, Russisches Reich, † 24. November 1860 in Wien | ⚭ 12. August 1807 in Steinheim am Main, Großherzogtum Hessen mit Catharina Jakobine Auguste Freiin von Löwenstern auf Löwenhof * 24. Januar 1788 in Dorpat, Gouvernement Livland, Russisches Reich, † 24. November 1860 in Wien | ⚭ 12. August 1807 in Steinheim am Main, Großherzogtum Hessen mit Catharina Jakobine Auguste Freiin von Löwenstern auf Löwenhof * 24. Januar 1788 in Dorpat, Gouvernement Livland, Russisches Reich, † 24. November 1860 in Wien | ⚭ 12. August 1807 in Steinheim am Main, Großherzogtum Hessen mit Catharina Jakobine Auguste Freiin von Löwenstern auf Löwenhof * 24. Januar 1788 in Dorpat, Gouvernement Livland, Russisches Reich, † 24. November 1860 in Wien | ⚭ 12. August 1807 in Steinheim am Main, Großherzogtum Hessen mit Catharina Jakobine Auguste Freiin von Löwenstern auf Löwenhof * 24. Januar 1788 in Dorpat, Gouvernement Livland, Russisches Reich, † 24. November 1860 in Wien |
| | | | | | | | |  |  | | | | | | |
| Franz Karl Graf von Coudenhove * 19. Februar 1825 in Wien, † 16. Juni 1893 in Ottensheim, Österreich; Diplomat, Großgrundbesitzer und Politiker                            | Franz Karl Graf von Coudenhove * 19. Februar 1825 in Wien, † 16. Juni 1893 in Ottensheim, Österreich; Diplomat, Großgrundbesitzer und Politiker                            | Franz Karl Graf von Coudenhove * 19. Februar 1825 in Wien, † 16. Juni 1893 in Ottensheim, Österreich; Diplomat, Großgrundbesitzer und Politiker                            | Franz Karl Graf von Coudenhove * 19. Februar 1825 in Wien, † 16. Juni 1893 in Ottensheim, Österreich; Diplomat, Großgrundbesitzer und Politiker                            | Franz Karl Graf von Coudenhove * 19. Februar 1825 in Wien, † 16. Juni 1893 in Ottensheim, Österreich; Diplomat, Großgrundbesitzer und Politiker                            | Franz Karl Graf von Coudenhove * 19. Februar 1825 in Wien, † 16. Juni 1893 in Ottensheim, Österreich; Diplomat, Großgrundbesitzer und Politiker                            | | |  |  | ⚭ 24. Juni 1857 in Paris mit Marie von Kalergi * 5. Januar 1840 in Sankt Petersburg, Russisches Reich, † 11. März 1877 in Ronsperg, Böhmen                                                                                      | ⚭ 24. Juni 1857 in Paris mit Marie von Kalergi * 5. Januar 1840 in Sankt Petersburg, Russisches Reich, † 11. März 1877 in Ronsperg, Böhmen                                                                                      | ⚭ 24. Juni 1857 in Paris mit Marie von Kalergi * 5. Januar 1840 in Sankt Petersburg, Russisches Reich, † 11. März 1877 in Ronsperg, Böhmen                                                                                      | ⚭ 24. Juni 1857 in Paris mit Marie von Kalergi * 5. Januar 1840 in Sankt Petersburg, Russisches Reich, † 11. März 1877 in Ronsperg, Böhmen                                                                                      | ⚭ 24. Juni 1857 in Paris mit Marie von Kalergi * 5. Januar 1840 in Sankt Petersburg, Russisches Reich, † 11. März 1877 in Ronsperg, Böhmen                                                                                      | ⚭ 24. Juni 1857 in Paris mit Marie von Kalergi * 5. Januar 1840 in Sankt Petersburg, Russisches Reich, † 11. März 1877 in Ronsperg, Böhmen                                                                                      |
| Franz Karl Graf von Coudenhove * 19. Februar 1825 in Wien, † 16. Juni 1893 in Ottensheim, Österreich; Diplomat, Großgrundbesitzer und Politiker                            | Franz Karl Graf von Coudenhove * 19. Februar 1825 in Wien, † 16. Juni 1893 in Ottensheim, Österreich; Diplomat, Großgrundbesitzer und Politiker                            | Franz Karl Graf von Coudenhove * 19. Februar 1825 in Wien, † 16. Juni 1893 in Ottensheim, Österreich; Diplomat, Großgrundbesitzer und Politiker                            | Franz Karl Graf von Coudenhove * 19. Februar 1825 in Wien, † 16. Juni 1893 in Ottensheim, Österreich; Diplomat, Großgrundbesitzer und Politiker                            | Franz Karl Graf von Coudenhove * 19. Februar 1825 in Wien, † 16. Juni 1893 in Ottensheim, Österreich; Diplomat, Großgrundbesitzer und Politiker                            | Franz Karl Graf von Coudenhove * 19. Februar 1825 in Wien, † 16. Juni 1893 in Ottensheim, Österreich; Diplomat, Großgrundbesitzer und Politiker                            | | |  |  | ⚭ 24. Juni 1857 in Paris mit Marie von Kalergi * 5. Januar 1840 in Sankt Petersburg, Russisches Reich, † 11. März 1877 in Ronsperg, Böhmen                                                                                      | ⚭ 24. Juni 1857 in Paris mit Marie von Kalergi * 5. Januar 1840 in Sankt Petersburg, Russisches Reich, † 11. März 1877 in Ronsperg, Böhmen                                                                                      | ⚭ 24. Juni 1857 in Paris mit Marie von Kalergi * 5. Januar 1840 in Sankt Petersburg, Russisches Reich, † 11. März 1877 in Ronsperg, Böhmen                                                                                      | ⚭ 24. Juni 1857 in Paris mit Marie von Kalergi * 5. Januar 1840 in Sankt Petersburg, Russisches Reich, † 11. März 1877 in Ronsperg, Böhmen                                                                                      | ⚭ 24. Juni 1857 in Paris mit Marie von Kalergi * 5. Januar 1840 in Sankt Petersburg, Russisches Reich, † 11. März 1877 in Ronsperg, Böhmen                                                                                      | ⚭ 24. Juni 1857 in Paris mit Marie von Kalergi * 5. Januar 1840 in Sankt Petersburg, Russisches Reich, † 11. März 1877 in Ronsperg, Böhmen                                                                                      |
| | | | | | | | |  |  | | | | | | |
| Heinrich Johann Maria Graf Coudenhove-Kalergi * 12. Oktober 1859 in Wien, † 14. Mai 1906 in Ronsperg, Böhmen; Diplomat                                                     | Heinrich Johann Maria Graf Coudenhove-Kalergi * 12. Oktober 1859 in Wien, † 14. Mai 1906 in Ronsperg, Böhmen; Diplomat                                                     | Heinrich Johann Maria Graf Coudenhove-Kalergi * 12. Oktober 1859 in Wien, † 14. Mai 1906 in Ronsperg, Böhmen; Diplomat                                                     | Heinrich Johann Maria Graf Coudenhove-Kalergi * 12. Oktober 1859 in Wien, † 14. Mai 1906 in Ronsperg, Böhmen; Diplomat                                                     | Heinrich Johann Maria Graf Coudenhove-Kalergi * 12. Oktober 1859 in Wien, † 14. Mai 1906 in Ronsperg, Böhmen; Diplomat                                                     | Heinrich Johann Maria Graf Coudenhove-Kalergi * 12. Oktober 1859 in Wien, † 14. Mai 1906 in Ronsperg, Böhmen; Diplomat                                                     | | |  |  | ⚭ 16. März 1892 in Tokio, Japan mit Mitsuko Aoyama * 7. Juli 1874 in Tokio, † 27. August 1941 in Mödling, Österreich | ⚭ 16. März 1892 in Tokio, Japan mit Mitsuko Aoyama * 7. Juli 1874 in Tokio, † 27. August 1941 in Mödling, Österreich | ⚭ 16. März 1892 in Tokio, Japan mit Mitsuko Aoyama * 7. Juli 1874 in Tokio, † 27. August 1941 in Mödling, Österreich | ⚭ 16. März 1892 in Tokio, Japan mit Mitsuko Aoyama * 7. Juli 1874 in Tokio, † 27. August 1941 in Mödling, Österreich | ⚭ 16. März 1892 in Tokio, Japan mit Mitsuko Aoyama * 7. Juli 1874 in Tokio, † 27. August 1941 in Mödling, Österreich | ⚭ 16. März 1892 in Tokio, Japan mit Mitsuko Aoyama * 7. Juli 1874 in Tokio, † 27. August 1941 in Mödling, Österreich |
| Heinrich Johann Maria Graf Coudenhove-Kalergi * 12. Oktober 1859 in Wien, † 14. Mai 1906 in Ronsperg, Böhmen; Diplomat                                                     | Heinrich Johann Maria Graf Coudenhove-Kalergi * 12. Oktober 1859 in Wien, † 14. Mai 1906 in Ronsperg, Böhmen; Diplomat                                                     | Heinrich Johann Maria Graf Coudenhove-Kalergi * 12. Oktober 1859 in Wien, † 14. Mai 1906 in Ronsperg, Böhmen; Diplomat                                                     | Heinrich Johann Maria Graf Coudenhove-Kalergi * 12. Oktober 1859 in Wien, † 14. Mai 1906 in Ronsperg, Böhmen; Diplomat                                                     | Heinrich Johann Maria Graf Coudenhove-Kalergi * 12. Oktober 1859 in Wien, † 14. Mai 1906 in Ronsperg, Böhmen; Diplomat                                                     | Heinrich Johann Maria Graf Coudenhove-Kalergi * 12. Oktober 1859 in Wien, † 14. Mai 1906 in Ronsperg, Böhmen; Diplomat                                                     | | |  |  | ⚭ 16. März 1892 in Tokio, Japan mit Mitsuko Aoyama * 7. Juli 1874 in Tokio, † 27. August 1941 in Mödling, Österreich | ⚭ 16. März 1892 in Tokio, Japan mit Mitsuko Aoyama * 7. Juli 1874 in Tokio, † 27. August 1941 in Mödling, Österreich | ⚭ 16. März 1892 in Tokio, Japan mit Mitsuko Aoyama * 7. Juli 1874 in Tokio, † 27. August 1941 in Mödling, Österreich | ⚭ 16. März 1892 in Tokio, Japan mit Mitsuko Aoyama * 7. Juli 1874 in Tokio, † 27. August 1941 in Mödling, Österreich | ⚭ 16. März 1892 in Tokio, Japan mit Mitsuko Aoyama * 7. Juli 1874 in Tokio, † 27. August 1941 in Mödling, Österreich | ⚭ 16. März 1892 in Tokio, Japan mit Mitsuko Aoyama * 7. Juli 1874 in Tokio, † 27. August 1941 in Mödling, Österreich |
| | | | | | | | |  |  | | | | | | |
| Gerolf Joseph Benedikt Maria Valentin Franz Graf Coudenhove-Kalergi * 18. Dezember 1896 in Ronsperg, Böhmen, † 30. Dezember 1978 in London, England; Jurist und Japanologe | Gerolf Joseph Benedikt Maria Valentin Franz Graf Coudenhove-Kalergi * 18. Dezember 1896 in Ronsperg, Böhmen, † 30. Dezember 1978 in London, England; Jurist und Japanologe | Gerolf Joseph Benedikt Maria Valentin Franz Graf Coudenhove-Kalergi * 18. Dezember 1896 in Ronsperg, Böhmen, † 30. Dezember 1978 in London, England; Jurist und Japanologe | Gerolf Joseph Benedikt Maria Valentin Franz Graf Coudenhove-Kalergi * 18. Dezember 1896 in Ronsperg, Böhmen, † 30. Dezember 1978 in London, England; Jurist und Japanologe | Gerolf Joseph Benedikt Maria Valentin Franz Graf Coudenhove-Kalergi * 18. Dezember 1896 in Ronsperg, Böhmen, † 30. Dezember 1978 in London, England; Jurist und Japanologe | Gerolf Joseph Benedikt Maria Valentin Franz Graf Coudenhove-Kalergi * 18. Dezember 1896 in Ronsperg, Böhmen, † 30. Dezember 1978 in London, England; Jurist und Japanologe | | |  |  | ⚭ 9. Oktober 1925 mit Sophie Marie Gräfin Pálffy von Erdöd * 8. Juni 1901 in Bresnitz, Böhmen, † 5. August 1976 in Wien | ⚭ 9. Oktober 1925 mit Sophie Marie Gräfin Pálffy von Erdöd * 8. Juni 1901 in Bresnitz, Böhmen, † 5. August 1976 in Wien | ⚭ 9. Oktober 1925 mit Sophie Marie Gräfin Pálffy von Erdöd * 8. Juni 1901 in Bresnitz, Böhmen, † 5. August 1976 in Wien | ⚭ 9. Oktober 1925 mit Sophie Marie Gräfin Pálffy von Erdöd * 8. Juni 1901 in Bresnitz, Böhmen, † 5. August 1976 in Wien | ⚭ 9. Oktober 1925 mit Sophie Marie Gräfin Pálffy von Erdöd * 8. Juni 1901 in Bresnitz, Böhmen, † 5. August 1976 in Wien | ⚭ 9. Oktober 1925 mit Sophie Marie Gräfin Pálffy von Erdöd * 8. Juni 1901 in Bresnitz, Böhmen, † 5. August 1976 in Wien |
| Gerolf Joseph Benedikt Maria Valentin Franz Graf Coudenhove-Kalergi * 18. Dezember 1896 in Ronsperg, Böhmen, † 30. Dezember 1978 in London, England; Jurist und Japanologe | Gerolf Joseph Benedikt Maria Valentin Franz Graf Coudenhove-Kalergi * 18. Dezember 1896 in Ronsperg, Böhmen, † 30. Dezember 1978 in London, England; Jurist und Japanologe | Gerolf Joseph Benedikt Maria Valentin Franz Graf Coudenhove-Kalergi * 18. Dezember 1896 in Ronsperg, Böhmen, † 30. Dezember 1978 in London, England; Jurist und Japanologe | Gerolf Joseph Benedikt Maria Valentin Franz Graf Coudenhove-Kalergi * 18. Dezember 1896 in Ronsperg, Böhmen, † 30. Dezember 1978 in London, England; Jurist und Japanologe | Gerolf Joseph Benedikt Maria Valentin Franz Graf Coudenhove-Kalergi * 18. Dezember 1896 in Ronsperg, Böhmen, † 30. Dezember 1978 in London, England; Jurist und Japanologe | Gerolf Joseph Benedikt Maria Valentin Franz Graf Coudenhove-Kalergi * 18. Dezember 1896 in Ronsperg, Böhmen, † 30. Dezember 1978 in London, England; Jurist und Japanologe | | |  |  | ⚭ 9. Oktober 1925 mit Sophie Marie Gräfin Pálffy von Erdöd * 8. Juni 1901 in Bresnitz, Böhmen, † 5. August 1976 in Wien | ⚭ 9. Oktober 1925 mit Sophie Marie Gräfin Pálffy von Erdöd * 8. Juni 1901 in Bresnitz, Böhmen, † 5. August 1976 in Wien | ⚭ 9. Oktober 1925 mit Sophie Marie Gräfin Pálffy von Erdöd * 8. Juni 1901 in Bresnitz, Böhmen, † 5. August 1976 in Wien | ⚭ 9. Oktober 1925 mit Sophie Marie Gräfin Pálffy von Erdöd * 8. Juni 1901 in Bresnitz, Böhmen, † 5. August 1976 in Wien | ⚭ 9. Oktober 1925 mit Sophie Marie Gräfin Pálffy von Erdöd * 8. Juni 1901 in Bresnitz, Böhmen, † 5. August 1976 in Wien | ⚭ 9. Oktober 1925 mit Sophie Marie Gräfin Pálffy von Erdöd * 8. Juni 1901 in Bresnitz, Böhmen, † 5. August 1976 in Wien |
| | | | | | | | |  |  | | | | | | |
| | | Hans Heinrich Graf Coudenhove-Kalergi * 4. November 1926 in Prag, Tschechoslowakei, † 20. Februar 2004 in London, England                                                  | Hans Heinrich Graf Coudenhove-Kalergi * 4. November 1926 in Prag, Tschechoslowakei, † 20. Februar 2004 in London, England                                                  | Hans Heinrich Graf Coudenhove-Kalergi * 4. November 1926 in Prag, Tschechoslowakei, † 20. Februar 2004 in London, England                                                  | Hans Heinrich Graf Coudenhove-Kalergi * 4. November 1926 in Prag, Tschechoslowakei, † 20. Februar 2004 in London, England                                                  | Hans Heinrich Graf Coudenhove-Kalergi * 4. November 1926 in Prag, Tschechoslowakei, † 20. Februar 2004 in London, England | Hans Heinrich Graf Coudenhove-Kalergi * 4. November 1926 in Prag, Tschechoslowakei, † 20. Februar 2004 in London, England |  |  | ⚭ 6. September 1969 in Saint-Raphaël, Frankreich mit Cornelia Roberts * 15. Mai 1936 in Washington, D.C., USA, † 15. Februar 1982 in London                                                                                     | ⚭ 6. September 1969 in Saint-Raphaël, Frankreich mit Cornelia Roberts * 15. Mai 1936 in Washington, D.C., USA, † 15. Februar 1982 in London                                                                                     | ⚭ 6. September 1969 in Saint-Raphaël, Frankreich mit Cornelia Roberts * 15. Mai 1936 in Washington, D.C., USA, † 15. Februar 1982 in London                                                                                     | ⚭ 6. September 1969 in Saint-Raphaël, Frankreich mit Cornelia Roberts * 15. Mai 1936 in Washington, D.C., USA, † 15. Februar 1982 in London                                                                                     | ⚭ 6. September 1969 in Saint-Raphaël, Frankreich mit Cornelia Roberts * 15. Mai 1936 in Washington, D.C., USA, † 15. Februar 1982 in London                                                                                     | ⚭ 6. September 1969 in Saint-Raphaël, Frankreich mit Cornelia Roberts * 15. Mai 1936 in Washington, D.C., USA, † 15. Februar 1982 in London                                                                                     |
| | | | Hans Heinrich Graf Coudenhove-Kalergi * 4. November 1926 in Prag, Tschechoslowakei, † 20. Februar 2004 in London, England                                                  | Hans Heinrich Graf Coudenhove-Kalergi * 4. November 1926 in Prag, Tschechoslowakei, † 20. Februar 2004 in London, England                                                  | Hans Heinrich Graf Coudenhove-Kalergi * 4. November 1926 in Prag, Tschechoslowakei, † 20. Februar 2004 in London, England                                                  | Hans Heinrich Graf Coudenhove-Kalergi * 4. November 1926 in Prag, Tschechoslowakei, † 20. Februar 2004 in London, England | Hans Heinrich Graf Coudenhove-Kalergi * 4. November 1926 in Prag, Tschechoslowakei, † 20. Februar 2004 in London, England |  |  | ⚭ 6. September 1969 in Saint-Raphaël, Frankreich mit Cornelia Roberts * 15. Mai 1936 in Washington, D.C., USA, † 15. Februar 1982 in London                                                                                     | ⚭ 6. September 1969 in Saint-Raphaël, Frankreich mit Cornelia Roberts * 15. Mai 1936 in Washington, D.C., USA, † 15. Februar 1982 in London                                                                                     | ⚭ 6. September 1969 in Saint-Raphaël, Frankreich mit Cornelia Roberts * 15. Mai 1936 in Washington, D.C., USA, † 15. Februar 1982 in London                                                                                     | ⚭ 6. September 1969 in Saint-Raphaël, Frankreich mit Cornelia Roberts * 15. Mai 1936 in Washington, D.C., USA, † 15. Februar 1982 in London                                                                                     | ⚭ 6. September 1969 in Saint-Raphaël, Frankreich mit Cornelia Roberts * 15. Mai 1936 in Washington, D.C., USA, † 15. Februar 1982 in London                                                                                     | ⚭ 6. September 1969 in Saint-Raphaël, Frankreich mit Cornelia Roberts * 15. Mai 1936 in Washington, D.C., USA, † 15. Februar 1982 in London                                                                                     |
| | | | | | | | |  |  | | | | | | |
| | | Karl Jakob Maria Graf Coudenhove-Kalergi * 26. April 1928 in Prag, Tschechoslowakei                                                                                        | Karl Jakob Maria Graf Coudenhove-Kalergi * 26. April 1928 in Prag, Tschechoslowakei                                                                                        | Karl Jakob Maria Graf Coudenhove-Kalergi * 26. April 1928 in Prag, Tschechoslowakei                                                                                        | Karl Jakob Maria Graf Coudenhove-Kalergi * 26. April 1928 in Prag, Tschechoslowakei                                                                                        | Karl Jakob Maria Graf Coudenhove-Kalergi * 26. April 1928 in Prag, Tschechoslowakei                                       | Karl Jakob Maria Graf Coudenhove-Kalergi * 26. April 1928 in Prag, Tschechoslowakei                                       |  |  | ⚭ 10. September 1967 in Seebenstein, Österreich mit Monika Reinthaler * 20. Juli 1940 in Wien | ⚭ 10. September 1967 in Seebenstein, Österreich mit Monika Reinthaler * 20. Juli 1940 in Wien | ⚭ 10. September 1967 in Seebenstein, Österreich mit Monika Reinthaler * 20. Juli 1940 in Wien | ⚭ 10. September 1967 in Seebenstein, Österreich mit Monika Reinthaler * 20. Juli 1940 in Wien | ⚭ 10. September 1967 in Seebenstein, Österreich mit Monika Reinthaler * 20. Juli 1940 in Wien | ⚭ 10. September 1967 in Seebenstein, Österreich mit Monika Reinthaler * 20. Juli 1940 in Wien |
| | | | Karl Jakob Maria Graf Coudenhove-Kalergi * 26. April 1928 in Prag, Tschechoslowakei                                                                                        | Karl Jakob Maria Graf Coudenhove-Kalergi * 26. April 1928 in Prag, Tschechoslowakei                                                                                        | Karl Jakob Maria Graf Coudenhove-Kalergi * 26. April 1928 in Prag, Tschechoslowakei                                                                                        | Karl Jakob Maria Graf Coudenhove-Kalergi * 26. April 1928 in Prag, Tschechoslowakei                                       | Karl Jakob Maria Graf Coudenhove-Kalergi * 26. April 1928 in Prag, Tschechoslowakei                                       |  |  | ⚭ 10. September 1967 in Seebenstein, Österreich mit Monika Reinthaler * 20. Juli 1940 in Wien | ⚭ 10. September 1967 in Seebenstein, Österreich mit Monika Reinthaler * 20. Juli 1940 in Wien | ⚭ 10. September 1967 in Seebenstein, Österreich mit Monika Reinthaler * 20. Juli 1940 in Wien | ⚭ 10. September 1967 in Seebenstein, Österreich mit Monika Reinthaler * 20. Juli 1940 in Wien | ⚭ 10. September 1967 in Seebenstein, Österreich mit Monika Reinthaler * 20. Juli 1940 in Wien | ⚭ 10. September 1967 in Seebenstein, Österreich mit Monika Reinthaler * 20. Juli 1940 in Wien |
| | | | | | | | |  |  | | | | | | |
| | | Barbara Margarethe Sophie Maria Mitsu Gräfin Coudenhove-Kalergi * 15. Januar 1932 in Prag; Journalistin, Herausgeberin                                                     | Barbara Margarethe Sophie Maria Mitsu Gräfin Coudenhove-Kalergi * 15. Januar 1932 in Prag; Journalistin, Herausgeberin                                                     | Barbara Margarethe Sophie Maria Mitsu Gräfin Coudenhove-Kalergi * 15. Januar 1932 in Prag; Journalistin, Herausgeberin                                                     | Barbara Margarethe Sophie Maria Mitsu Gräfin Coudenhove-Kalergi * 15. Januar 1932 in Prag; Journalistin, Herausgeberin                                                     | Barbara Margarethe Sophie Maria Mitsu Gräfin Coudenhove-Kalergi * 15. Januar 1932 in Prag; Journalistin, Herausgeberin    | Barbara Margarethe Sophie Maria Mitsu Gräfin Coudenhove-Kalergi * 15. Januar 1932 in Prag; Journalistin, Herausgeberin    |  |  | ⚭ 19. Februar 1975 in Wien mit Franz Marek * 18. April 1913 in Przemyśl, Galizien, † 28. Juni 1979 in Neukirchen (Gemeinde Altmünster), Österreich; Journalist                                                                  | ⚭ 19. Februar 1975 in Wien mit Franz Marek * 18. April 1913 in Przemyśl, Galizien, † 28. Juni 1979 in Neukirchen (Gemeinde Altmünster), Österreich; Journalist                                                                  | ⚭ 19. Februar 1975 in Wien mit Franz Marek * 18. April 1913 in Przemyśl, Galizien, † 28. Juni 1979 in Neukirchen (Gemeinde Altmünster), Österreich; Journalist                                                                  | ⚭ 19. Februar 1975 in Wien mit Franz Marek * 18. April 1913 in Przemyśl, Galizien, † 28. Juni 1979 in Neukirchen (Gemeinde Altmünster), Österreich; Journalist                                                                  | ⚭ 19. Februar 1975 in Wien mit Franz Marek * 18. April 1913 in Przemyśl, Galizien, † 28. Juni 1979 in Neukirchen (Gemeinde Altmünster), Österreich; Journalist                                                                  | ⚭ 19. Februar 1975 in Wien mit Franz Marek * 18. April 1913 in Przemyśl, Galizien, † 28. Juni 1979 in Neukirchen (Gemeinde Altmünster), Österreich; Journalist                                                                  |
| | | | Barbara Margarethe Sophie Maria Mitsu Gräfin Coudenhove-Kalergi * 15. Januar 1932 in Prag; Journalistin, Herausgeberin                                                     | Barbara Margarethe Sophie Maria Mitsu Gräfin Coudenhove-Kalergi * 15. Januar 1932 in Prag; Journalistin, Herausgeberin                                                     | Barbara Margarethe Sophie Maria Mitsu Gräfin Coudenhove-Kalergi * 15. Januar 1932 in Prag; Journalistin, Herausgeberin                                                     | Barbara Margarethe Sophie Maria Mitsu Gräfin Coudenhove-Kalergi * 15. Januar 1932 in Prag; Journalistin, Herausgeberin    | Barbara Margarethe Sophie Maria Mitsu Gräfin Coudenhove-Kalergi * 15. Januar 1932 in Prag; Journalistin, Herausgeberin    |  |  | ⚭ 19. Februar 1975 in Wien mit Franz Marek * 18. April 1913 in Przemyśl, Galizien, † 28. Juni 1979 in Neukirchen (Gemeinde Altmünster), Österreich; Journalist                                                                  | ⚭ 19. Februar 1975 in Wien mit Franz Marek * 18. April 1913 in Przemyśl, Galizien, † 28. Juni 1979 in Neukirchen (Gemeinde Altmünster), Österreich; Journalist                                                                  | ⚭ 19. Februar 1975 in Wien mit Franz Marek * 18. April 1913 in Przemyśl, Galizien, † 28. Juni 1979 in Neukirchen (Gemeinde Altmünster), Österreich; Journalist                                                                  | ⚭ 19. Februar 1975 in Wien mit Franz Marek * 18. April 1913 in Przemyśl, Galizien, † 28. Juni 1979 in Neukirchen (Gemeinde Altmünster), Österreich; Journalist                                                                  | ⚭ 19. Februar 1975 in Wien mit Franz Marek * 18. April 1913 in Przemyśl, Galizien, † 28. Juni 1979 in Neukirchen (Gemeinde Altmünster), Österreich; Journalist                                                                  | ⚭ 19. Februar 1975 in Wien mit Franz Marek * 18. April 1913 in Przemyśl, Galizien, † 28. Juni 1979 in Neukirchen (Gemeinde Altmünster), Österreich; Journalist                                                                  |
| | | | | | | | |  |  | | | | | | |
| | | Michael Aloys Maria Graf Coudenhove-Kalergi * 10. April 1937 in Prag; Maler                                                                                                | Michael Aloys Maria Graf Coudenhove-Kalergi * 10. April 1937 in Prag; Maler                                                                                                | Michael Aloys Maria Graf Coudenhove-Kalergi * 10. April 1937 in Prag; Maler                                                                                                | Michael Aloys Maria Graf Coudenhove-Kalergi * 10. April 1937 in Prag; Maler                                                                                                | Michael Aloys Maria Graf Coudenhove-Kalergi * 10. April 1937 in Prag; Maler                                               | Michael Aloys Maria Graf Coudenhove-Kalergi * 10. April 1937 in Prag; Maler                                               |  |  | ⚭ 17. September 1966 in Spitz an der Donau, Österreich mit Ursula Stummer von Traunfels * 18. April 1942 in Salzburg, Österreich ⚭ 18. März 1994 mit Maymi Hattori * 2. Oktober 1953 in Kanagawa, Japan                         | ⚭ 17. September 1966 in Spitz an der Donau, Österreich mit Ursula Stummer von Traunfels * 18. April 1942 in Salzburg, Österreich ⚭ 18. März 1994 mit Maymi Hattori * 2. Oktober 1953 in Kanagawa, Japan                         | ⚭ 17. September 1966 in Spitz an der Donau, Österreich mit Ursula Stummer von Traunfels * 18. April 1942 in Salzburg, Österreich ⚭ 18. März 1994 mit Maymi Hattori * 2. Oktober 1953 in Kanagawa, Japan                         | ⚭ 17. September 1966 in Spitz an der Donau, Österreich mit Ursula Stummer von Traunfels * 18. April 1942 in Salzburg, Österreich ⚭ 18. März 1994 mit Maymi Hattori * 2. Oktober 1953 in Kanagawa, Japan                         | ⚭ 17. September 1966 in Spitz an der Donau, Österreich mit Ursula Stummer von Traunfels * 18. April 1942 in Salzburg, Österreich ⚭ 18. März 1994 mit Maymi Hattori * 2. Oktober 1953 in Kanagawa, Japan                         | ⚭ 17. September 1966 in Spitz an der Donau, Österreich mit Ursula Stummer von Traunfels * 18. April 1942 in Salzburg, Österreich ⚭ 18. März 1994 mit Maymi Hattori * 2. Oktober 1953 in Kanagawa, Japan                         |
| | | Michael Aloys Maria Graf Coudenhove-Kalergi * 10. April 1937 in Prag; Maler                                                                                                | Michael Aloys Maria Graf Coudenhove-Kalergi * 10. April 1937 in Prag; Maler                                                                                                | Michael Aloys Maria Graf Coudenhove-Kalergi * 10. April 1937 in Prag; Maler                                                                                                | Michael Aloys Maria Graf Coudenhove-Kalergi * 10. April 1937 in Prag; Maler                                                                                                | Michael Aloys Maria Graf Coudenhove-Kalergi * 10. April 1937 in Prag; Maler                                               | Michael Aloys Maria Graf Coudenhove-Kalergi * 10. April 1937 in Prag; Maler                                               |  |  | ⚭ 17. September 1966 in Spitz an der Donau, Österreich mit Ursula Stummer von Traunfels * 18. April 1942 in Salzburg, Österreich ⚭ 18. März 1994 mit Maymi Hattori * 2. Oktober 1953 in Kanagawa, Japan                         | ⚭ 17. September 1966 in Spitz an der Donau, Österreich mit Ursula Stummer von Traunfels * 18. April 1942 in Salzburg, Österreich ⚭ 18. März 1994 mit Maymi Hattori * 2. Oktober 1953 in Kanagawa, Japan                         | ⚭ 17. September 1966 in Spitz an der Donau, Österreich mit Ursula Stummer von Traunfels * 18. April 1942 in Salzburg, Österreich ⚭ 18. März 1994 mit Maymi Hattori * 2. Oktober 1953 in Kanagawa, Japan                         | ⚭ 17. September 1966 in Spitz an der Donau, Österreich mit Ursula Stummer von Traunfels * 18. April 1942 in Salzburg, Österreich ⚭ 18. März 1994 mit Maymi Hattori * 2. Oktober 1953 in Kanagawa, Japan                         | ⚭ 17. September 1966 in Spitz an der Donau, Österreich mit Ursula Stummer von Traunfels * 18. April 1942 in Salzburg, Österreich ⚭ 18. März 1994 mit Maymi Hattori * 2. Oktober 1953 in Kanagawa, Japan                         | ⚭ 17. September 1966 in Spitz an der Donau, Österreich mit Ursula Stummer von Traunfels * 18. April 1942 in Salzburg, Österreich ⚭ 18. März 1994 mit Maymi Hattori * 2. Oktober 1953 in Kanagawa, Japan                         |